# عون السلولي
عون السلولي (بالإنجليزية: Oun Al-Saloli)‏؛ مواليد 2 ديسمبر 1998 في بيشة جنوب السعودية، هو لاعب كرة قدم سعودي يلعب في نادي التعاون.

## مسيرة اللاعب
بدأ اللاعب في نادي الاتحاد و أعير إلى نادي الفيحاء في عام 2019 و أعير إلى نادي النهضة في عام 2021 و انتقل إلى نادي التعاون في صيف 2021.

## روابط خارجية
- عون السلولي على موقع ناشيونال فوتبول تيمز (الإنجليزية)
- عون السلولي على موقع Soccerway.com (الإنجليزية)
- عون السلولي على موقع عالم كرة القدم.نت (الإنجليزية)
- عون السلولي على موقع كووورة